# Sherman Kent
Sherman Kent (né le 6 décembre 1903 à Chicago et mort le 11 mars 1986 à Washington) est un analyste du renseignement, universitaire et historien américain. 
Professeur d'histoire à l'université Yale, il met au point de nombreuses méthodes d'analyse de renseignement durant la Seconde guerre mondiale. Il est considéré aux États-Unis comme le « père de l'analyse de renseignement ».

## Biographie
Ses parents sont l'homme politique William Kent et la féministe Elizabeth Thacher Kent.
Sherman Kent sert d'abord dans la Section de recherche et analyse de l'OSS (Bureau des services stratégiques américain), où il suit les affaires nord-africaines. Dans ce travail, il esquisse en grande partie le processus désigné aujourd'hui comme « renseignement de préparation du champ de bataille », en 1942, en soutien de planification de l'opération Torch (invasion par les Alliés de l'Afrique française du nord).
Dans la communauté du renseignement américain, Kent joue un rôle clé à partir de son entrée dans la CIA. Il formalise des outils analytiques et des méthodes, et appelle à la création d'une « littérature du renseignement » comme outil de transfert du savoir et de l'expérience entre les générations d'analystes. L'un de ses travaux les plus connus est la formalisation du vocabulaire de l'évaluation (estimation de la fiabilité et probabilité).
Sherman Kent prend sa retraite de la CIA en 1967. Il meurt en 1986.

## Œuvres publiques
- Strategic Intelligence for American World Policy, 1949-1966
- Inteligencia Estrategica, ??
- « A Crucial Estimate Relived. » in Studies in Intelligence 8, no. 2 (1964) et 36, no. 5 (1992).